# Kathleen Dawson
Kathleen Mary Dawson (Kirkcaldy, 3 de octubre de 1997) es una deportista británica que compite en natación, especialista en el estilo espalda.
Participó en los Juegos Olímpicos de Tokio 2020, obteniendo una medalla de oro en la prueba de 4 × 100 m estilos mixto. Ganó seis medallas en el Campeonato Europeo de Natación, en los años 2016 y 2021, y una medalla de bronce en el Campeonato Europeo de Natación en Piscina Corta de 2023.
En 2022 fue nombrada miembro de la Orden del Imperio Británico (MBE).

## Palmarés internacional
| Juegos Olímpicos                    | Juegos Olímpicos      | Juegos Olímpicos  | Juegos Olímpicos        |
| Año                                 | Lugar                 | Medalla           | Prueba                  |
| ----------------------------------- | --------------------- | ----------------- | ----------------------- |
| 2020                                | Tokio (Japón)         | Medalla de oro    | 4 × 100 m estilos mixto |
| Campeonato Europeo                  |                       |                   |                         |
| Año                                 | Lugar                 | Medalla           | Prueba                  |
| 2016                                | Londres (Reino Unido) | Medalla de oro    | 4 × 100 m estilos       |
| 2016                                | Londres (Reino Unido) | Medalla de bronce | 100 m espalda           |
| 2021                                | Budapest (Hungría)    | Medalla de oro    | 100 m espalda           |
| 2021                                | Budapest (Hungría)    | Medalla de oro    | 4 × 100 m estilos       |
| 2021                                | Budapest (Hungría)    | Medalla de oro    | 4 × 100 m estilos mixto |
| 2021                                | Budapest (Hungría)    | Medalla de plata  | 50 m espalda            |
| Campeonato Europeo en Piscina Corta |                       |                   |                         |
| Año                                 | Lugar                 | Medalla           | Prueba                  |
| 2023                                | Otopeni (Rumania)     | Medalla de bronce | 4 × 50 m estilos        |